# Polypedilum tamasemusi
Polypedilum tamasemusi är en tvåvingeart som beskrevs av Sasa 1983. Polypedilum tamasemusi ingår i släktet Polypedilum och familjen fjädermyggor. Inga underarter finns listade i Catalogue of Life.